# Polylepis reticulata
Polylepis reticulata är en rosväxtart som beskrevs av Georg Hans Emmo Emo Wolfgang Hieronymus. Polylepis reticulata ingår i släktet Polylepis och familjen rosväxter. Inga underarter finns listade i Catalogue of Life.